# A.S.D. Real Metapontino
ASD Real Metapontino là một câu lạc bộ bóng đá Ý có trụ sở tại Montalbano Jonico, Basilicata. Đội bóng hiện tại thi đấu ở Serie D.

## Lịch sử

### Thành lập
Câu lạc bộ được thành lập vào năm 2011.

### Serie D
Trong mùa giải 2012-13, đội được thăng hạng lần đầu tiên, từ Eccellenza Basilicata đến Serie D.

## Màu sắc và huy hiệu
Màu sắc của đội là xanh nhạt và xanh dương

## Danh hiệu
- Eccellenza:
  - Vô địch (1): 2012-13